# Pisa Warmińska
Pisa Warmińska, deutsch Pissa, ist ein Fluss in der Woiwodschaft Ermland-Masuren, der dem Piszsee entspringt und in dem Wadągsee mündet.